# けんちゃんのオーマイゴッド
『けんちゃんのオーマイゴッド!』は、1996年4月19日から同年9月20日までフジテレビ系列局で放送されていたイザワオフィス制作のバラエティ番組。全15回。放送時間は毎週金曜 19:29 - 19:58 （日本標準時）。

## 概要
志村けんの冠番組の1つ。毎回ゲスト1人（1組）を交えてのショートコント数本で構成の、1話完結型のロングコントを行っていた。そしてエンディングでは、世界の童話や昔話のパロディコント「世界名作劇場」を行っていた（一部の回を除く）。第1回では、オープニングでショートコントを2本放送していた。
2011年2月6日から同年3月27日までスカパー!のファミリー劇場で再放送されていたことがある。
当番組の終了をもって、1987年11月に開始した『志村けんのだいじょうぶだぁ』から続いていた志村メインのゴールデンタイムの冠番組は9年で終了となった。同年10月からは水曜深夜（木曜未明）に放送時間を移動した上で『Shimura-X』に改題し、『志村友達』が2021年3月24日に終了するまで24年半に渡って志村の冠番組シリーズは継続された。

## 出演者

### レギュラー
- 志村けん
- 渡辺徹
- 吉村明宏
- 桑野信義
- 辺見えみり
- 細川ふみえ
- 雛形あきこ - 第4回から出演。
- 小松千春
- 石塚英彦（ホンジャマカ）
- 山中秀樹（当時フジテレビアナウンサー） - 「世界名作劇場」のナレーションを担当。

### ゲスト
- 和田アキ子（1996年4月19日）
- 研ナオコ（1996年4月26日）
- 森尾由美（1996年5月3日）
- 矢崎滋（1996年5月17日）
- 工藤夕貴（1996年5月31日）
- 雛形あきこ（1996年6月7日）
- ダチョウ倶楽部（1996年6月21日）
- 松村邦洋（1996年6月28日）
- 国生さゆり（1996年7月19日）
- 片岡鶴太郎（1996年7月26日・8月9日）
- くじら（1996年8月9日）
- 松本伊代（1996年8月16日）
- 坂上香織（1996年9月6日）
- 渡辺正行（1996年9月13日）
- 久本雅美（1996年9月20日）

## 放送内容

### 第1回
- 電車（ショートコント） - ゲストの和田アキ子が吉村明宏の顔に鞄で突っ込み、唇を怪我させてしまった。
- 修行僧（ショートコント） - 志村が和田に活を入れるとやり返されるコント。
- 志村さんちは大騒動の巻 - 志村がお爺さん役で、和田は母親役。おねしょをしたお爺さんに対し、母親が馬鹿にしてオムツを強要する。お爺さんは母親に仕返しを目論む。
- 世界名作劇場 金の斧銀の斧

### 第2回
- けん&ナオコの看護婦物語の巻 - 志村がよく共演する研とコント。
- 世界名作劇場 一寸法師 - 志村と研が演じる老夫婦の前に一瞬帽子が通る。

### 第3回
- 志村一家ハチャメチャ旅行の巻 - ゲストの森尾は母親役。
- 世界名作劇場 金の斧銀の斧

### 第4回
- サラリーマンはつらいよの巻 - 会社や会社員のコント。このコントから雛形あきこが参加。ゲストの矢崎はラーメン屋、車掌役。
- 世界名作劇場 桃太郎

### 第5回
- 大バカ!ホテルマン日誌の巻 - ホテルが舞台のコント。志村はホテルマンや客などの役。
- 世界名作劇場 かぐや姫 - 老夫婦役は志村と工藤。

### 第6回
- 哀愁のマンション管理人の巻 - 管理人役は志村。
- 世界名作劇場 桃太郎

### 第7回
- 温泉旅館でダチョウ大地獄!の巻 - ゲストのダチョウは予約なしに来た客の役。
- 世界名作劇場 桃太郎

### 第8回
- 超おもしろ!寝台列車の巻 - 寝台列車を舞台にしたコントで、ゲストの松村はビートたけしなどのものまねを披露。
- 世界名作劇場 アリとキリギリス

### 第9回
- タクシードライバーの1日の巻 - ゲストの国生は乗客役。
- 世界名作劇場 一休さん

### 第10回
- 世界名作劇場 楢山節考、浦島太郎
- けん&鶴太郎の爆笑爺さまの巻 その1 - 珍しく志村と鶴太郎が共演したコント。

### 第11回
- けん&鶴太郎の爆笑爺さまの巻 その2 - 志村と鶴太郎による時代劇コント。

### 第12回
- 真夏の怪談 妖怪の館?!の巻
- 世界名作劇場 アリとキリギリス

### 第13回
- 海の家の大珍事?! - 冒頭の夢の中でゲスト坂上と共演。
- 世界名作劇場 桃太郎

### 第14回
- Age.46 アルバイトの巻[注 1] - ゲストの渡辺はビアガーデンコントの客。
- 世界名作劇場 眠れる森の美女

### 第15回
- 志村の超変なマッサージ師の巻 - ゲストの久本は3店舗目の助手役。

## スタッフ
- 作・構成：松岡孝、朝長浩之、竹田康一郎、乙川恒樹
- 音楽：たかしまあきひこ
- 技術：岩沢忠夫
- カメラ：藤江雅和
- 音声：松本政利
- 映像：北井勇作
- 照明：安藤雅夫
- 美術制作：北林福夫
- デザイン：根本研二
- 美術進行：山根安雄
- 大道具：林光明
- 装飾：加川功
- 持道具：森知美
- 衣裳：佐藤孝二
- メイク：水野聖子
- かつら：新井智子
- 視覚効果：中山信男
- アクリル装飾：石塚誠
- 特殊小道具：光子館
- アートフレーム：永浜大作
- 生花装飾：坂口曜子
- 植木装飾：須田信治
- 電飾：宇塚敏明
- タイトル：高柳義信
- 楽器：磯元洋一
- 音響効果：戸辺豊
- 編集：轟貞治（D-Craft）
- MA：水谷泰子
- 協力：佐藤動物プロダクション、若駒プロ
- 技術協力：ニユーテレス、IMAGICA
- 制作協力：エス・カンパニー、エス・ワイ企画、エクシーズ、ゼブラカンパニー、ワールドミュージック
- 編成：金田耕司（フジテレビ）
- タイム・キーパー：藤巻りえ
- 演出補：小倉肇、平松和之
- 演出：戸上浩（エクシーズ）
- プロデューサー：井澤健
- 企画・制作：イザワオフィス

## ネット局
以下の当時のフジテレビ系列各局で放送、全て放送時間は金曜 19:29 - 19:58、同時ネット。
フジテレビ・北海道文化放送・岩手めんこいテレビ・
秋田テレビ・仙台放送・福島テレビ・
新潟総合テレビ・長野放送・テレビ静岡・
富山テレビ・石川テレビ・福井テレビ・
東海テレビ・関西テレビ・山陰中央テレビ・
岡山放送・テレビ新広島・テレビ愛媛・
テレビ西日本・サガテレビ・テレビ長崎・
テレビ熊本・テレビ大分・鹿児島テレビ・沖縄テレビ